# 102
Glej tudi: število 102
102 (CII) je bilo navadno leto, ki se je po julijanskem koledarju začelo na soboto.

## Dogodki
- 1. januar